# Nokia 5800 XpressMusic
El Nokia 5800 XpressMusic fue un teléfono móvil 3.5G de gama media-alta comercializado por Nokia dentro de la serie XpressMusic. Posee una plataforma S60 Symbian OS que enfatiza la capacidad de operar con el teléfono mediante una pantalla táctil (touchscreen) además de poseer una gran capacidad de memoria para poder almacenar y poder escuchar música con una calidad de sonido excelente gracias a un chip dedicado. El móvil aparece en la película de Batman The Dark Knight así como en el video de Britney Spears Womanizer, en el de Christina Aguilera Keeps Gettin' Better, en el videoclip de la cantante mexicana Fey Lentamente, en el de la cantante Katy Perry Waking Up In Vegas y el video del grupo Cobra Starship Good Girls Go Bad en el de The Pussycat Dolls llamado Jai Ho y en el de hush hush de este mismo grupo

## Historia
Nokia anunció el modelo 5800 XpressMusic en Londres el 2 de febrero de 2008, siendo el primer móvil con pantalla táctil fabricado por Nokia.
El 5800 XpressMusic fue lanzado para competir con el iPhone solamente, al que superó ampliamente en características como mejor cámara, mejor batería, navegación con soporte para flash, pantalla con mayor resolución y menos peso entre otras. Posee cámara frontal, puede grabar vídeo, altavoces estéreo, y GPS gratis. No fue la gran apuesta de Nokia ya que era un móvil 3.5G caracterizado como sencillo, pero llegó a tener un gran éxito. A partir de entonces se convirtió en un teléfono muy popular y vendido en todo el mundo, superando los 15 millones de unidades vendidas.[cita requerida]
La última versión de firmware disponible fue la 60.0.003. Nokia decidió no fabricar más este teléfono a comienzos de 2013.

## Especificaciones
El Nokia 5800 XpressMusic tiene las siguientes especificaciones:
- Pantalla  3.2-pulgadas 16M táctil resistiva (nHD), resolución de 640 x 360 pixel (16:9 relación de aspecto) además tiene una cámara de 3.2 megapixeles carl zeis

- Sistema operativo Symbian S60 5th.

- Procesador ARM 11 434 MHz

- Memoria ram 128Mb de RAM

- Cuatribanda GSM General Packet Radio Service GPRS

- Doble Banda Universal Mobile Telecommunications System | UMTS

- Acelerómetro para rotación automática.

- Cámara 3.2 MP AF lente Carl Zeiss, dual LED flash y soporte de geotagging de gran calidad

- Videocámara 640 x 360 y modo 4:3 a 640 x 480 (hasta 30fps)

- GPS con función A-GPS

- Radio FM 87.5-108 MHz con RDS.

- Headphone video-out jack 3.5mm

- Tarjeta SD Sí, hasta 16GB  microSDHC (Una memoria de 8 Gigas se incluye en la caja del móvil por defecto)

- Wifi Sí (802.11 b/g)

- Bluetooth Sí

- Micro-USB Sí 2.0

- Sensor de proximidad Sí

- Sensor de luz ambiental Sí

- Incompatibilidad con el modo S60 en la versión de Hong Kong

- Batería de 1350 mAh

- También existe una versión alternativa conocida como Navigation Edition que es muy similar pero está diseñada específicamente para la navegación por medio del GPS.